# Belarussische Luftstreitkräfte
Die Belarussischen Luftstreitkräfte (belarussisch Ваенна-паветраныя сілы і войскі супрацьпаветранай абароны Рэспублікі Беларусь) sind eine Teilstreitkraft der Belarussischen Streitkräfte und unterstehen dem Kommando des Verteidigungsministers. Wichtigster Stützpunkt der Luftstreitkräfte ist der Militärflugplatz Baranawitschy.

## Geschichte
Nach dem Zerfall der Sowjetunion 1991 wurde die 26. Luftarmee in die Luftstreitkräfte von Belarus umgegliedert. Im Dezember 2001 wurden die beiden Bereiche Luftstreitkräfte (WWS) und Luftverteidigung (PWO) zusammengefasst. Die Luftstreitkräfte haben eine Stärke von 11.300 Soldaten.

## Organisation
In Friedenszeiten beschützen die Luftstreitkräfte die Landesgrenzen, überwachen den belarussischen Luftraum und helfen der Armee bei der Ausbildung. In Kriegszeiten verteidigen die Luftstreitkräfte militärische und staatliche Einrichtungen, unterstützen die Armee und führen Angriffe auf feindliche Stellungen aus.
Bis 2010 waren die Luftstreitkräfte in sechs Flugregimenter aufgeteilt. Diese umfassten zwei Regimenter für Abfangjäger, drei für Kampfflugzeuge und eines für Aufklärung. Verteilt waren diese auf zwei Abfangjägerbasen, eine Bomber-/Aufklärerbasis, eine Jagdbomberbasis, eine gemischte Fliegerbasis, eine selbständige Hubschrauberbasis und eine Kampfhubschrauberbasis. Am 26. August 2010 wurden die Luftstreitkräfte umorganisiert.
Weiter sind 12 russische Su-27 in Baranawitschy stationiert, welche in Zusammenarbeit mit von Russland gebauten Radarstationen den Luftschirm gegen Westen sichern.
Die Militärflugplätze sind folgende:
- Machulischi
  - 50th Composite Air Base (belarussisch 50-й смешанной авиационной базы)[8]
- Lida
  - 116th Guards Assault Aviation Base (belarussisch 116-й гвардзейская штурмовой авиационной базы)
  - 206th Training Center for Aircrew  (belarussisch 206-й центр подготовки летного состава)
- Baranawitschy
  - 61st Fighter Air Base (belarussisch 61-я истребительная авиабаза)[9]
- Bereza
  - 927th Center for the Preparation and use of Unmanned Aerial Systems (belarussisch 927-й центр подготовки и применения беспилотных авиационных комплексов)

## Ausrüstung
Die Luftstreitkräfte verfügen über rund 200 Flugzeuge und Hubschrauber, von denen sich die meisten im aktiven Einsatz befinden. Dank russischer Hilfe werden sie relativ gut gewartet. Finanzielle Restriktionen lassen jedoch nicht ausreichend Flugstunden zu. Sie lassen sich in folgende Kategorien einteilen:
| Typ                   | Foto           | Herkunft              | Verwendung             | Version        | Aktiv          | Bestellt       | Anmerkungen    |
| Kampfflugzeuge        | Kampfflugzeuge | Kampfflugzeuge        | Kampfflugzeuge         | Kampfflugzeuge | Kampfflugzeuge | Kampfflugzeuge | Kampfflugzeuge |
| --------------------- | -------------- | --------------------- | ---------------------- | -------------- | -------------- | -------------- | -------------- |
| MiG-29                |                | Sowjetunion           | Mehrzweckkampfflugzeug |                | 34             |                |                |
| Suchoi Su-25          |                | Sowjetunion           | Erdkampfflugzeug       |                | 67             |                |                |
| Suchoi Su-30          |                | Russland/ Sowjetunion | Mehrzweckkampfflugzeug |                | 4              | 8              |                |
| Transportflugzeuge    |                |                       |                        |                |                |                |                |
| An-24                 |                | Sowjetunion           | Transportflugzeug      |                | 1              |                | [ 3 ]          |
| An-26                 |                | Sowjetunion           | Transportflugzeug      |                | 2              |                |                |
| Iljuschin Il-76       |                | Sowjetunion           | Transportflugzeug      |                | 2              |                |                |
| Tu-134                |                | Sowjetunion           | Transportflugzeug      |                | 1              |                | [ 3 ]          |
| Schulflugzeuge        |                |                       |                        |                |                |                |                |
| Aero L-39             |                | Tschechoslowakei      | Schulflugzeug          |                | 10             |                |                |
| Su-27                 |                | Sowjetunion           | Schulflugzeug          |                | 1              |                |                |
| Jak-130               |                | Russland              | Schulflugzeug          |                | 11             |                |                |
| Hubschrauber          |                |                       |                        |                |                |                |                |
| Mil Mi-2              |                | Sowjetunion           | Mehrzweckhubschrauber  |                | 2              |                |                |
| Mil Mi-8              |                | Sowjetunion           | Mehrzweckhubschrauber  |                | 36             |                |                |
| Mil Mi-24             |                | Sowjetunion           | Kampfhubschrauber      | Mi-24Mi-35     | 21             | 4              |                |
| Mil Mi-26             |                | Sowjetunion           | Mehrzweckhubschrauber  |                | 3              |                |                |
| Schulungshubschrauber |                |                       |                        |                |                |                |                |
| Mil Mi-2              |                | Sowjetunion           | Schulungshubschrauber  |                | 8              |                |                |

Zu Beginn der 2010er-Jahre wurden die Flugzeuge vom Typ Su-24 außer Dienst gestellt. Etwa ein Dutzend davon wurden aufgearbeitet nach dem Sudan exportiert. Im Jahr 2008 waren 33 Stück MiG-23 von Belarus nach Syrien geliefert worden.
Die belarussischen Luftstreitkräfte verfügen über folgende Raketen und Waffensysteme:
Luft-Luft-Raketen
- Wympel R-60
- Wympel R-73
- Wympel R-27 R

Luft-Boden-Raketen
- Ch-25
- Ch-29
- Ch-58

Flugabwehr
- S-300P S
- 9K37 Buk
- 21× 9K331ME Tor-M2E
- 9K33 Osa
- 9K35 Strela-10